# Gloucester-Hartpury Rugby Football Club
Ne doit pas être confondu avec Gloucester Rugby ou Hartpury University Rugby Football Club.
Actualités
Le Gloucester-Hartpury Rugby Football Club est un club féminin de rugby à XV basé à Gloucester et Hartpury. C'est la section féminine du club homonyme, fruit de la fusion entre Gloucester Rugby et le Hartpury University RFC. Fondé en 2014, le club dispute le Championnat d'Angleterre, la première division anglaise.

## Histoire

### Création et premières années
En 2014, le club de Gloucester Rugby et l'université de Hartpury (en) (dont le département des sports est dirigé par Phil de Glanville) s'entendent pour créer une équipe féminine placée sous l'autorité de Gloucester Rugby. L'idée est de profiter de la popularité du rugby à XV féminin dans la région.
La première saison, l'entente Gloucester-Hartpury ne dispute que des matchs amicaux, dont certains au Kingsholm Stadium, pendant que la fédération anglaise de rugby à XV (RFU) décide du championnat dans lequel l'équipe est intégrée. En 2015, la fédération place l'équipe dans la poule Midlands du National Championship 2 (soit le 3e niveau dans la hiérarchie des compétitions fédérales). Pour leur première saison, elles se classent deuxièmes. Elles restent invaincues toute la saison suivante.

### 2017: l'entrée en Premier 15s
Le 28 février 2017, la RFU annonce l'intégration du club à la nouvelle ligue professionnelle qui va s'appeler Premier 15s, le Championnat d'Angleterre. Ce faisant, le club fait un bond de deux divisions, ce qui ne manque pas de susciter la controverse car l'admission de Gloucester-Hartpury se fait aux dépens de clubs qui évoluent en élite depuis de nombreuses saisons, comme le Lichfield RUFC (en) qui est à l'époque deuxième au classement de première division.
Pour sa première année en Premier 15s, Gloucester-Hartpury va jusqu'en demi-finale.
Pour la Coupe du monde 2021, le club fournit cinq joueuses à l'équipe d'Angleterre.
À l'approche de la saison 2022-2023, Gloucester Rugby annonce un investissement massif dans le rugby féminin, avec une augmentation de 500 % du budget de Gloucester-Hartpury. L'université de Hartpury apporte sa contribution à cet investissement. De plus, les équipes masculine et féminine vont désormais porter la même tenue. James Forrester est placé à la tête du club. Les résultats ne se font pas attendre : l'équipe remporte son premier titre face aux Exeter Chiefs. C'est la première fois que le trophée quitte Londres. La finale est jouée au Kingsholm Stadium, pour l'occasion rebaptisé « Queensholm ». Le match est joué devant 9600 spectateurs ce qui constitue à l'époque un record (et le triple de la finale précédente).
En 2024, l'équipe termine à nouveau en tête de la phase régulière. En finale, les filles du Circus battent les Bristol Bears (36-24) et conservent leur titre. Sept joueuses sont mises sous contrat par la RFU (Aldcroft, Beckett, Carson, Heard, Hunt, Matthews et Muir).
La saison 2024-2025 est dans la lignée des précédentes : après avoir terminé premières de la phase régulière, les Cherry and White éliminent Bristol puis battent les Saracens en finale au StoneX Stadium. Elles sont championnes pour la troisième saison consécutive. Le club perd toutefois son entraineur Sean Lynn, nommé sélectionneur de l'équipe nationale galloise. Pas moins de dix joueuses sont sélectionnées avec les Red Roses pour le Six nations 2025.
Pour l'exercice 2025-2026, le nouvel entraineur est Dan Murphy, qui était l'assistant chargé de la mêlée lors des trois titres du club.

## Palmarès et statistiques

### Trophées
- Championnat d'Angleterre : 2023, 2024, 2025
- Championnat des Midlands : 2017

### Bilan par saison
| Saison         | Classement | Compétition                       | Pts | MJ | V  | N | D | PM  | PE  | Diff | B  | Phase finale                                 |
| -------------- | ---------- | --------------------------------- | --- | -- | -- | - | - | --- | --- | ---- | -- | -------------------------------------------- |
| 2017-2018 (en) | 4e         | Tyrrells Premier 15s              | 60  | 18 | 11 | 1 | 6 | 572 | 380 | +192 | 14 | Demi-finale (26-107 contre les Saracens)     |
| 2018-2019 (en) | 5e         | Tyrrells Premier 15s              | 50  | 18 | 8  | 1 | 9 | 584 | 470 | +114 | 16 | Non qualifiées                               |
| 2019-2020      | 4e         | Tyrrells Premier 15s              | 39  | 12 | 8  | 0 | 4 | 362 | 210 | +152 | 7  | Saison interrompue (pandémie de Covid-19)    |
| 2020-2021 (en) | 5e         | Allianz Premier 15s               | 50  | 18 | 10 | 0 | 8 | 433 | 339 | +94  | 10 | Non qualifiées                               |
| 2021-2022 (en) | 6e         | Allianz Premier 15s               | 51  | 18 | 9  | 1 | 8 | 541 | 327 | +214 | 13 | Non qualifiées                               |
| 2022-2023 (en) | 1re        | Allianz Premier 15s               | 79  | 18 | 16 | 0 | 2 | 744 | 255 | +489 | 14 | Championnes (34-19 contre les Exeter Chiefs) |
| 2023-2024      | 1re        | Allianz Premiership Women's Rugby | 76  | 16 | 15 | 0 | 1 | 593 | 312 | +281 | 16 | Championnes (36-24 contre les Bristol Bears) |
| 2024-2025      | 1re        | Premiership Women's Rugby         | 68  | 16 | 13 | 0 | 3 | 569 | 329 | +240 | 16 | Championnes (34-19 contre les Saracens)      |

## Joueuses notables
- Zoe Aldcroft
- Gwen Crabb
- Katie Dougan
- Cerys Hale
- Tatyana Heard
- Cara Hope
- Natasha Hunt
- Hannah Jones
- Kelsey Jones
- Kerin Lake
- Maya Learned
- Siwan Lillicrap
- Alex Matthews
- Maud Muir
- Lisa Neumann
- Connie Powell
- Sisilia Tuipulotu